# CROSS RISING LIVE 600
CROSS RISING LIVE 600（クロス・ライジング・ライヴ・シックス・オー・オー）は、CROSS FMで放送されていたラジオ番組。
放送期間は2001年10月1日～2003年3月30日、北九州本社第2スタジオから生放送された。

## 概要
- 2001年秋の番組改編によりスタートした番組で、同局としては初の、平日午前6時台の生放送番組であった。
- ニュースや天気予報に1980年代の洋楽を中心に選曲された音楽を織り交ぜて放送した。
- 放送形式はナビゲーターが選曲、しゃべり、放送機器の扱いまですべてを1人で行う、いわゆるワンマンDJスタイルで行われた。

## 放送時間
2001年秋〜2002年春
毎週月曜日〜金曜日 6:00〜6:55
- 但し、最初の1週のみ6:00〜7:00

2002年春〜2002年秋
毎週月曜日〜土曜日 6:00〜7:00
2002年秋〜2003年春
毎週月曜日〜金曜日6:00〜6:55
毎週土曜日・日曜日 6:00〜7:00
- 2001年秋〜2002年春、2002年秋〜2003年春の月曜日〜金曜日6:55〜7:00は「明日への伝言板」が放送された。

## ナビゲーター
2001年秋〜2002年春
- 佐藤忠典（月、火、金）

「ROLLING SATURDAY」以来、半年振りの同局復帰であった。
- 吉岡純子（水、木）

以前から同局でのラインアナを務めていたが、レギュラー番組はこれが初担当。そのため最初3ヶ月は佐藤がディレクションする横で吉岡が番組進行をし、2002年1月初旬より吉岡もワンマンDJスタイルに移行した。
2002年春〜2003年秋
- 吉岡純子（月、火）

この頃から月〜水曜日午前中のラインアナも務めるようになり、同局一番の働き者と呼ばれるようになった。
- 佐藤忠典（水〜土）

この改編から土曜日の「X FUTURE RADIO ON SATURDAY」も担当するようになり、この番組と2番組連続の担当となった。
2002年秋〜2003年春
- 吉岡純子（月、火）
- 佐藤忠典（水〜土）
- 八木徹（日）

八木は自身の同局初担当番組であった「WEEKEND VIEW」以来、早朝番組の担当であった。またこの時期は「X FUTURE RADIO ON SUNDAY」も担当しており、佐藤同様2番組連続の担当となった。

## タイムテーブル
6:00 オープニング→1曲
6:10 News Flash→2曲
6:25 Weather Forecast（天気予報）→2曲
6:35 News Flash→ Weather Forecast→1曲（もしくは2曲）
6:50 エンディング
6:55 Final Run（最後の曲、この曲を聴きながら番組が終了する）
- 前述の「明日への伝言板」放送時はエンディング以降が5分繰り上げられた。また月末の最終金曜日は6:52頃から「番組審議会からのお知らせ」が放送されたため、エンディング以降が3分ほど（「明日への伝言板」放送時は8分ほど）繰り上げられた。

## 番組放送時の早朝番組の変遷
| 放送時間   | 月曜日〜金曜日   | 土曜日           | 日曜日           |
| ---------- | ---------------- | ---------------- | ---------------- |
| 5:00〜6:00 | CROSS RISING 500 | CROSS RISING 500 | CROSS RISING 500 |
| 6:00〜7:00 | CROSS RISING 600 | CROSS RISING 600 | CROSS RISING 600 |

2001年春までのCROSS FMの早朝番組の編成は、平日の5:00〜6:00がフィラー番組で6:00〜7:00が録音番組、週末は5:00〜7:00に2時間の録音番組であったが、この春の改編で全てフィラー番組に移行し、毎日5:00〜6:00を「CROSS RISING 500」、6:00〜7:00を「CROSS RISING 600」として音楽をノンストップで放送していた。
| 放送時間   | 月曜日〜金曜日        | 土曜日           | 日曜日           |
| ---------- | --------------------- | ---------------- | ---------------- |
| 5:00〜6:00 | CROSS RISING 500      | CROSS RISING 500 | CROSS RISING 500 |
| 6:00〜7:00 | CROSS RISING LIVE 600 | FREESTYLE CAFE   | FREESTYLE CAFE   |

- 月曜日〜金曜日の6:55〜7:00は「明日への伝言板」を放送。

しかし2001年秋の改編で同局初の試みとして早朝の生放送を行うこととなり、「CROSS RISING 600」が生放送の「CROSS RISING LIVE 600」にリニューアルされた。また週末には新人ナビゲーターの育成を行うことを意として「FREESTYLE CAFE」がスタート、宮城亜矢子（毎・土）、そうたあかね（隔週・日）、伊東英美（隔週・日）がナビゲーターを担当した。この3人のうち、番組終了後も同局でナビゲーターを担当したことがあるのは伊東英美だけで、残る2人はこの番組終了後、同局での出演はない。なお同局で現在放送中の「SUNDAY FREESTYLE CAFE」とはメールアドレスが同一である以外、何の関連もない。
また金曜日の「CROSS RISING 500」では同年8月10日と9月7日の5:00〜7:00、及び10月12日5:00〜6:00の3回にわたって放送された特別番組「CROSS RISING SPECIAL〜Dobbのロック塾」が好評だったため、同年11月2日より「CROSS RISING 500〜Dobbのロック塾」としてレギュラー化され、2002年秋までこの番組の金曜版として放送された。なお、この「Dobbのロック塾」は「CROSS RISING 500」終了後も放送時間を変更しつつ、2007年春まで放送された。
| 放送時間   | 月曜日〜金曜日        | 土曜日                | 日曜日                      |
| ---------- | --------------------- | --------------------- | --------------------------- |
| 5:00〜6:00 | CROSS RISING 500      | CROSS RISING 500      | CROSS RISING SUNDAY SPECIAL |
| 6:00〜7:00 | CROSS RISING LIVE 600 | CROSS RISING LIVE 600 | CROSS RISING SUNDAY SPECIAL |

- 金曜日の5:00〜6:00は「CROSS RISING 500〜Dobbのロック塾」。

2002年春の改編により、佐藤は「CROSS RISING 500」の番組制作も担当するようになり、日替わりのジャンルを設定して選曲しては放送を行っていた。（もともと佐藤は制作側の人間であり、一時期は番組を自宅で制作していたらしい。）またこの時期の日曜日5:00〜7:00には別館的番組「CROSS RISING SUNDAY SPECIAL」を放送、土曜日のADを務めていた大川直子がナビゲーターを担当した。
| 放送時間   | 月曜日〜金曜日           | 土曜日                | 日曜日                |
| ---------- | ------------------------ | --------------------- | --------------------- |
| 5:00〜6:00 | （火〜金は4:00〜）UPLINK | （4:00〜）UPLINK      | UPLINK                |
| 6:00〜7:00 | CROSS RISING LIVE 600    | CROSS RISING LIVE 600 | CROSS RISING LIVE 600 |

- 2002年10月のみ1ヶ月間、金曜日の5:00〜6:00は「Dobbのロック塾」を放送。
- 月曜日〜金曜日の6:55〜7:00は「明日への伝言板」を放送。

2002年秋の改編で、同年春にネット放送を開始した「RADIO-X」が時間拡大されたことにより、それまで数本に分かれていた同局の深夜のフィラー番組（当時は3:00〜5:00が「CROSS MIDNIGHT FLAVA」、5:00〜6:00が「CROSS RISING 500」）は「UPLINK」に1本化され、「CROSS RISING 500」「CROSS RISING SUNDAY SPECIAL」は終了、毎日6時台に「CROSS RISING LIVE 600」が放送されるようになった。
2003年春の改編で「CROSS RISING LIVE 600」は再び月〜土の放送になり、タイトルも「CROSS EARLY MORNING SHOW」に改められ、ほぼそのままの内容で2004年春まで放送された。

## エピソードなど
- 2001年12月31日、2002年1月2日及び1月3日の番組では吉岡純子と佐藤忠典がダブルキャストで登場、年末年始スペシャルとして2人のトークを中心に放送した。但し、2002年1月2日及び1月3日の放送は録音で放送された。
- 「News Flash」で使われたBGMがリスナーより「暗い」「不安感を与える」との指摘があったため、佐藤忠典は2002年2月頃から「Weather Forecast」も含めてBGMを差し替えた（番組のジングルの一部も差し替えたがオープニングとエンディングのテーマ曲はそのまま）が、吉岡純子は以前からのBGMを引き続き使用したため、同じコーナーで担当者によってBGMが違うことになった。後に八木徹が番組に加わったとき、八木は佐藤が使用していたBGMを使用した。
- 佐藤忠典は前述のとおり2002年春よりこの番組と「X FUTURE RADIO ON SATURDAY」の2番組連続担当となり、それぞれの番組でメッセージの募集を行っていたが、その最初の放送となった同年4月6日、この番組にはメッセージがたった3通しか来ず、苦笑いでその3通全てを紹介した。それ以後はこの番組にも通常とほぼ同じくらいのメッセージが届くようになった。また当初はそれぞれの番組に届いていたメッセージをそれぞれの番組で紹介してものの、いつからかこの番組に届いていたメッセージを「X FUTURE RADIO ON SATURDAY」でも紹介するようになった。
- これに対して八木徹はこの番組ではメッセージの募集を行わず、その後の「X FUTURE RADIO ON SUNDAY」でメッセージの募集を行っていた。また日曜日の2回目の「News Flash」ではスポーツのニュースを紹介した。
- 2002年の春以降、エンディングではこの番組の女性ADが別マイクで放送に加わり、ナビゲーターと一緒にメッセージを紹介した。土曜日は「X FUTURE RADIO ON SATURDAY」でも女性AD（前述の大川直子）が番組に加わって放送した。但し日曜日は前述のとおりメッセージ募集を行わなかったため、女性ADが番組に加わることはなかった。
- 2003年の初め、女性AD2人が体調を崩し、番組を休んだことがあった。この時吉岡純子の担当日には佐藤忠典がADとして番組に登場し、佐藤忠典担当時は佐藤1人で放送した。

| CROSS FM 早朝の番組 | CROSS FM 早朝の番組   | CROSS FM 早朝の番組      |
| 前番組              | 番組名                | 次番組                   |
| ------------------- | --------------------- | ------------------------ |
| CROSS RISING 600    | CROSS RISING LIVE 600 | CROSS EARLY MORNING SHOW |